# Tinea fagicola
Tinea fagicola is een vlinder uit de familie van de echte motten (Tineidae). De wetenschappelijke naam van de soort werd in 1921 gepubliceerd door Edward Meyrick.